# 维拉尔和维勒诺特
维拉尔和维勒诺特（法語：Villars-et-Villenotte，法語發音：[vilaʁ e vilnɔt]）是法国科多尔省的一个市镇，属于蒙巴尔区。

## 地理
维拉尔和维勒诺特（47°30'43"N, 4°22'39"E）面积7.52 平方千米，位于法国勃艮第-弗朗什-孔泰大區科多尔省，该省份为法国中东部省份，北起奥布省，西接涅夫勒省和约讷省，南至索恩-卢瓦尔省，东南接汝拉省，东临上索恩省，东北部与上马恩省接壤。
与维拉尔和维勒诺特接壤的市镇（或旧市镇、城区）包括：朗蒂利、瑞伊、马桑日莱瑟米尔、蓬和马塞讷、圣厄夫罗纳、欧苏瓦地区瑟米尔。

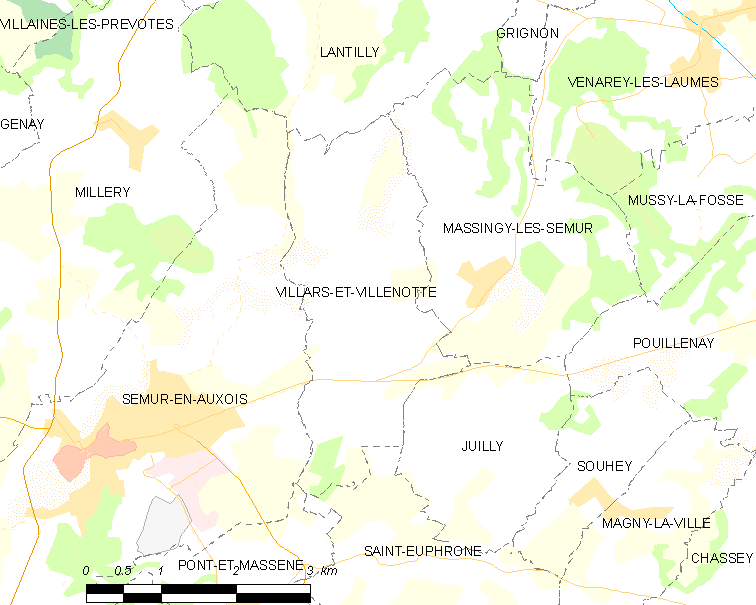
维拉尔和维勒诺特的OSM定位图

维拉尔和维勒诺特的时区为UTC+01:00、UTC+02:00（夏令时）。

## 行政
维拉尔和维勒诺特的邮政编码为21140，INSEE市镇编码为21689。

## 政治
维拉尔和维勒诺特所属的省级选区为欧苏瓦地区瑟米尔县。

## 人口

1962-2008年间维拉尔和维勒诺特人口变化图示

维拉尔和维勒诺特于2022年1月1日时的人口数量为168人。